# Давид Сассолі
Давид Марія Сассолі (італ. David Sassoli; 30 травня 1956 — 11 січня 2022) — італійський політик та журналіст, член Демократичної партії. Член Європейського парламенту з 2009 року, Голова Європейського парламенту з 3 липня 2019 до 11 січня 2022 року.

## Життєпис
Народився у Флоренції 1956 року. Протягом 1970-х років вивчав політичні науки в Флорентійському університеті. Почав свою журналістську кар'єру, співпрацюючи з невеликими місцевими газетами та інформаційними агентствами, а потім перейшов до римської редакції газети «Il Giorno». 3 липня 1986 року вступив до реєстру професійних журналістів.
1992 року він став репортером новин для TG3 і тоді ж співпрацював з Мікеле Санторо для деяких телевізійних програм, як-от «Il rosso e il nero» («Червоний і чорний») і «Tempo reale» («Real Time»). 1996 року він провів програму «Cronaca in diretta» («Живе висвітлення»). Через кілька років Давид Сассолі був призначений ведучим TG1, де став одним із найбільш помітних і популярних журналістів у Італії. 2007 року, коли Джанні Ріотта був призначений новим директором TG1, Сассолі став його заступником.
Помер 11 січня 2022 року, похований у Римі.

## Політична кар'єра

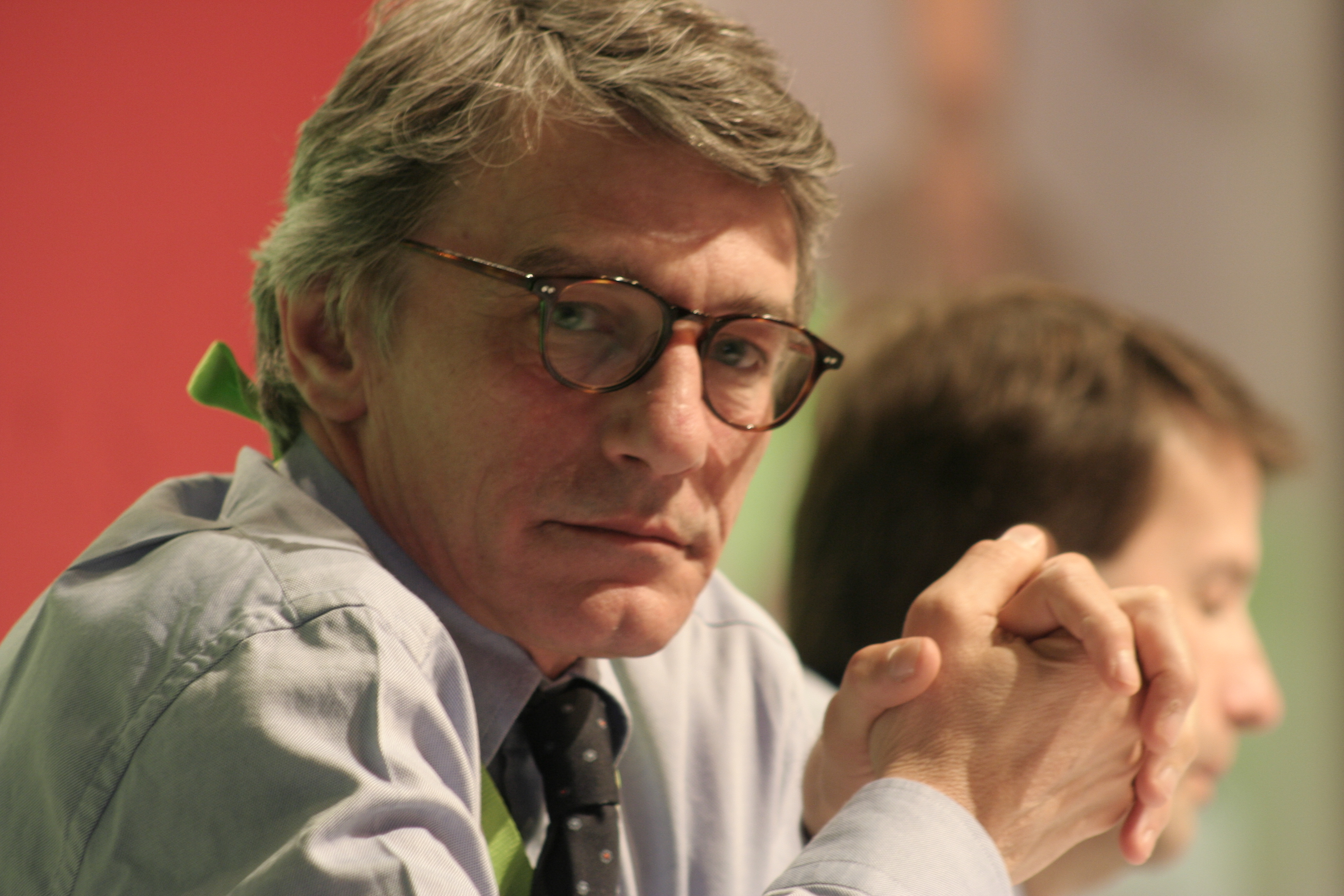
Давид Сассолі 2010 року

2009 року Давид Сассолі залишив журналістику для вступу в політику, ставши членом лівоцентристської Демократичної партії (ДП), балотуючись на виборах до Європейського парламенту 2009 року в окрузі Центральна Італія. 7 червня 2009 року був обраний членом Європейського парламенту, отримавши 412 502 голосів та найбільшу підтримку виборців у своєму виборчому окрузі. З 2009 до 2014 року він обіймав посаду лідера Демократичної партії у парламенті.
9 жовтня 2012 року Сассолі оголосив про свою участь у праймериз лівоцентристів, що мали на меті висування єдиного кандидата у мери Риму на муніципальних виборах 2013 року. Він посів друге місце з 26 % голосів, поступившись сенатору Ігнаціо Маріно, який отримав 55 %, і випередив колишнього міністра зв'язку Паоло Джентілоні. Пізніше Маріно був обраний міським головою, перемігши правого президента Джанні Алеманно.
На виборах до Європейського парламенту 2014 року Сассолі переобрався із 206 тис. голосів. Демократична партія отримала 41 % голосів.
1 липня 2014 року Сассолі був обраний віцепрезидентом Європейського парламенту 393 голосами, що зробило його другим найбільш підтримуваним кандидатом-соціалістом. Окрім завдань комітету, він був членом міжрегіональної групи Європейського парламенту з питань надзвичайної бідності та прав людини.

### Голова Європейського парламенту
На виборах до Європейського парламенту 2019 року в Італії Сассолі було переобрано до Європейського парламенту. 2 липня 2019 року Прогресивний альянс соціалістів і демократів (S&D) запропонував його як нового Президента Європейського парламенту. Наступного дня Сассолі був обраний президентом на виборах 345 голосами (за необхідних 334-х), замінивши на посаді Антоніо Таяні. Він став сьомим італійцем, що обійняв цю посаду.

## Особисте життя
Був одружений з Алессандрою Вітторіні. У них двоє дітей, Джуліо та Лівія. Був шанувальником футбольної команди АКФ «Фіорентина» з рідного міста.
Був активним членом Articolo 21, liberi di… («Стаття 21, вільна для …»), італійської асоціації, заснованої 27 лютого 2001 року, до якої ввійшли журналісти, письменники, директори та юристи, з метою просування конституційного принципу свободи слова.